# احمدرضا دستغیب (نماینده مجلس، زاده ۱۳۵۵)
سید احمدرضا دستغیب (زاده ۹ اردیبهشت ۱۳۵۵) سیاستمدار ایرانی است که نمایندگان مجلس شورای اسلامی وی را در دی ماه ۱۴۰۱  ، به عنوان رئیس دیوان محاسبات کشور انتخاب کردند.

## سوابق
او نمایندهٔ حوزهٔ انتخابیهٔ شیراز در دوره هشتم و دوره نهم مجلس شورای اسلامی بوده‌است. وی دارای دکترای علوم سیاسی با ۲۱ سال سابقه تدریس در حوزهٔ حکمرانی و سیاستگذاری، مدیریت سازمانی و رفتارهای جمعی، توسعه اقتصادی و سیاسی، مباحث حقوقی و قانونگذاری، سازمانهای بین‌المللی و منطقه‌ای است.